# Daleu
Daleu est une ville de la région des Dix-Huit Montagnes située à l'ouest de la Côte d'Ivoire, dans le département de Danané dont elle est l'une des sous-préfectures.